# Río Peel (Canadá)
El río Peel (del inglés: Peel River) es un largo río del Ártico canadiense, un afluente del río Mackenzie que discurre por el Territorio del Yukón y los Territorios del Noroeste. Su fuente está en la montañas Ogilvie, en el centro de Yukon, en la confluencia del río Ogilvie y del río Blackstone. Sus principales afluentes, todos ellos por la margen derecha y en la parte correspondiente al Territorio del Yukón  son los siguientes, en orden descendente (de oeste a este):
- río Hart
- río Wind (Yukón)
- río Bonnet Plume, de 350 km de longitud,[2] un Canadian Heritage River (río patrimonial canadiense).[3]
- río Snake (Yukón), de 300 km;

El río Peel se une al Mackenzie en el delta del Mackenzie. La Highway Dempster le cruza en Fort McPherson, Territorios del Noroeste a través de un ferry durante los meses de verano y de un puente en el hielo durante el invierno. 
El río Peel es un río virgen y Fort McPherson (776 habitantes en 2006) es la única comunidad a lo largo de sus orillas.
En su cuenca viven  el alce, oso negro, oso pardo, lobo, castor, rata almizclera y un gran número de pequeños animales y aves.

## Historia
El río Peel fue descubierto por el médicco, naturalista y explorador escocés John Richardson en 1826. Richardson, médico y naturalista, participaba en la Expedición Río Mackenzie (1825-1827), la segunda expedición al Ártico de John Franklin en su busca del Paso del Noroeste. Durante esta expedición, el grupo de Richardson descubrió la boca del río Peel en el río Mackenzie y exploró la parte baja próxima al Mackenzie.
Fue nombrado en honor de sir Robert Peel, influyente político y destacado estadista británico que entonces era Secretario de Interior y que sirvió como primer ministro del Reino Unido en dos ocasiones (1834-1835 y 1841-1846) y recordado por haber fundado la policía moderna en Londres (de ahí el término "bobbies" para los policías británicos).
El río Peel fue explorado por primera vez por europeos en 1839 por John Bell, un comerciante de pieles y explorador escocés de la Compañía de la Bahía de Hudson. Con la ayuda de Alexander Kennedy Isbister, estableció Fort McPherson en el río Peel, no lejos del Mackenzie, Bell remontó el río Peel desde su confluencia con el Mackenzie hasta la confluencia con el río Snake durante una expedición que tenía como objetivo explorar posibles rutas de comercio y expandir la influencia de la Compañía de la Bahía de Hudson en el interior del Ártico canadiense. Su exploración ayudó a mapear el río y sus alrededores, proporcionando información clave sobre la geografía de la región. Aunque fue la única ruta utilizada por los comerciantes de pieles hacia el interior del Yukón hasta los años de la fiebre del oro de la década de 1890, su cuenca no se examinó completamente hasta 1909.
Robert Camsell, un geólogo canadiense, en una campaña en 1905, junto con su equipo, recorrió en canoa unos 4000 km del río y sus afluentes, remontando el Peel desde su boca y proporcionando observaciones detalles del paisaje y accidentes geológicos.
Fort McPherson fue el principal puesto comercial de la Compañía de la Bahía de Hudson en la región del delta del MacKenzie durante más de 50 años, y fue también el primer puesto de la Policía Montada del Noroeste en el Ártico occidental. Ha sido designado como  Sitio histórico nacional de Canadá.